# Provincia Bioko Sur
Provincia Bioko Sur este una dintre cele 7 unități administrativ-teritoriale de gradul I ale republicii Guineea Ecuatorială.